# Filmfestivalen i Karthago
Filmfestivalen i Karthago (Arabiska: أيام قرطاج السينمائية)  är en filmfestival i Tunis som grundades 1966, och därmed är Afrikas äldsta filmfestival. Den ägde länge rum vartannat år, men är sedan 2015 årlig. Dess främsta pris är Tanit d'Or, som fått namn efter den karthagiska mångudinnan Tanit. 

## Mottagare av Tanit d'Or
- 1966 Ousmane Sembene för La noire de...
- 1968  Ingen utdelning
- 1970 Youssef Chahine för Al-ikhtiyar
- 1972 Tewfik Saleh för Al-makhdu'un och Sarah Maldoror för Sambizanga
- 1974 Borhane Alaouié för Kafr kasem  och Med Hondo för Les 'bicots-Nègres' vos voisins
- 1976 Naceur Ktari för Les ambassadeurs
- 1978 Merzak Allouache för Mughamarat batal
- 1980 Abdellatif Ben Ammar för Aziza (film)
- 1982 Souleymane Cissé för Finye
- 1984 Mohamed Malas för Ahlam el Madina
- 1986 Nouri Bouzid för Rih essed
- 1988 Michel Khleifi för Urs al-jalil
- 1990 Férid Boughedir för Halfaouine - bakom slöjan
- 1992 Mohamed Malas för Al-lail
- 1994 Moufida Tlatli för Samt el qusur
- 1996 Merzak Allouache för Salut cousin!
- 1998 Bourlem Guerdjou för Vivre au paradis
- 2000 Imunga Ivanga för Dôlè
- 2002 Mansour Sora Wade för Ndeysaan
- 2004 Mohamed Asli för Al malaika la tuhaliq fi al-dar albayda
- 2006 Nouri Bouzid för Making Of
- 2008 Haile Gerima för Teza (film)
- 2010 Ahmad Abdalla för Microphone
- 2012 Moussa Touré för La pirogue
- 2014 Hany Abu Assad för Omar (film)
- 2015 Mohamed Mouftakir för L'Orchestre des aveugles[1]